# L'arca di Noè
L'arca di Noè är en sång skriven och inspelad av Sergio Endrigo 1970. Iva Zanicchi framförde den på San Remo-festivalen, där den slutade trea. Med text på svenska av Britt Lindeborg spelades den in 1970 av Svante Thuresson, som Noaks ark. Hans inspelning låg också på Svensktoppen i 12 veckor under perioden 31 maj-16 augusti 1970.

### Fotnoter
1. ↑  Joakim Tegblom. ”Låtar du trodde var svenska”. Arkiverad från originalet den 26 oktober 2013. https://web.archive.org/web/20131026075436/http://gotiskaklubben.wordpress.com/2013/09/22/latar-du-trodde-var-svenska/. Läst 19 juni 2014.
2. ↑  ”Svensktoppen 1970”. Sveriges Radio. 26 februari 1970. https://sverigesradio.se/diverse/appdata/isidor/files/2023/3468.txt. Läst 19 juni 2014.